# Burradon (Tyne and Wear)
Burradon – wieś w Anglii, w hrabstwie ceremonialnym Tyne and Wear, w dystrykcie metropolitalnym North Tyneside. Leży 9 km na północ od centrum Newcastle i 405 km na północ od Londynu.